# Ronin Blade
Ronin Blade (titre original : 新時代劇アクション 羅刹の剣) Shinjidaigeki Action Rasetsu no Ken ; et aux États-Unis : Soul of the Samurai ; est un jeu d'action et d'aventure sur PlayStation developpé par Konami, et édité par Sony en 1999.

## Jeu
Il s'agit d'un jeu d'action-aventure solo avec des modèles 3D sur plans fixes de type beat them all. Le joueur choisit d'incarner au choix un jeune ronin, Kotaro Hiba ; ou une jeune ninja, Lin. Les deux aventures s'entrecroiseront. La rejouabilité ainsi que la motion capture étaient notables pour l'époque,